# Racek Audouinův
Racek Audouinův (Ichthyaetus audouinii) je středně velký druh racka.

## České jméno
V navrhovaném názvosloví, schváleném ČSO je uváděn název racek zelenonohý. Již předtím však byl tento druh na našem území pozorován a jeho výskyt publikován pod názvem racek Audouinův. Ornitologická veřejnost proto uznává a používá toto o deset let dříve publikované jméno.

## Popis

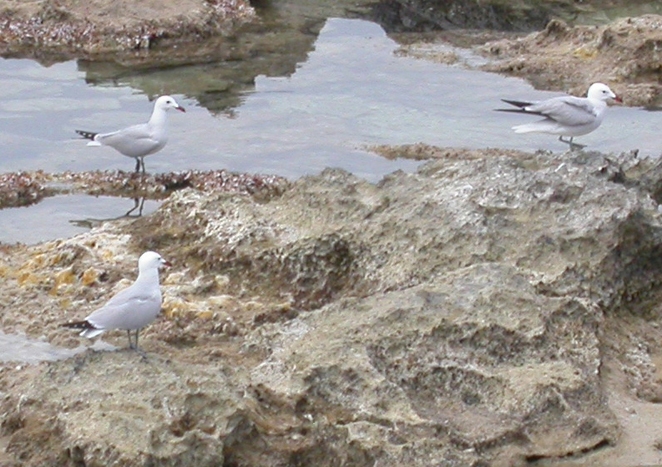
Skupina adultních ptáků, Baleáry

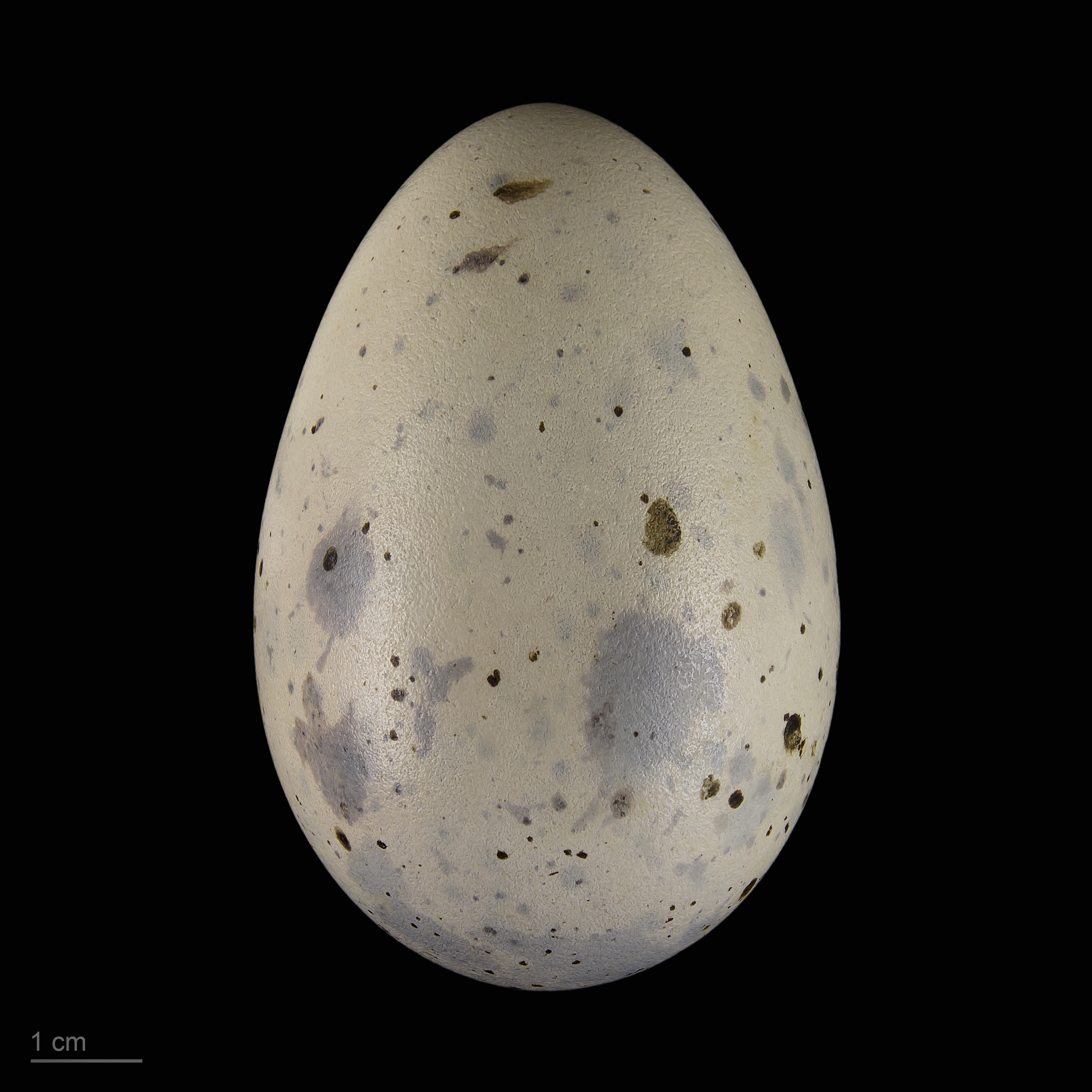
Ichthyaetus audouinii

Zbarvením se podobá racku stříbřitému a podobným druhům, má však červený zobák s černou páskou na špičce a světlou špičkou. Mladí ptáci jsou pro laika těžko odlišitelní.

## Rozšíření
Racek Audouinův hnízdí na několika místech Středozemního moře, s největší kolonii v deltě řeky Ebro. Zatímco v roce 1966 byla celosvětová populace odhadována na pouhých 800-1000 párů, do roku 1997 vzrostla na 18 500-19 000 párů. V zimě se rozptyluje po tomto moři a dále na pobřeží severozápadní Afriky. Výjimečně zaletuje dále na sever do vnitrozemí a na atlantské pobřeží Evropy. V květnu 2003 byl poprvé pozorován ve Velké Británii a Nizozemsku. V září 2005 byl zjištěn až na Azorských ostrovech. Zalétl také do České republiky, kde byl dosud zjištěn třikrát.